# Prasouda (Euboia)
Prasouda (grekiska: Πρασούδα) är en ö i Grekland. Den ligger strax öster om Euboia, i regionen Grekiska fastlandet, i den östra delen av landet, 90 km nordost om huvudstaden Aten.